# Emelgem
Emelgem – dzielnica (deelgemeente) miasta Izegem w Belgii, w Regionie Flamandzkim, w prowincji Flandria Zachodnia, w okręgu Roeselare. 1 stycznia 2020 roku liczyła 5655 mieszkańców. Do 31 grudnia 1964 samodzielna gmina.

## Demografia
Liczba mieszkańców, stan na 1 stycznia:
| Rok                | 1806 | 1890 | 1930 | 1961 | 2020 |
| ------------------ | ---- | ---- | ---- | ---- | ---- |
| Liczba mieszkańców | 1591 | 2073 | 3390 | 4729 | 5655 |